# میانوچیتسه
میانوچیتسه (به لاتین: Mianocice) یک روستا در لهستان است که در گمینا کشانژ ویلکی واقع شده‌است. میانوچیتسه ۳۳۰ نفر جمعیت دارد.